# The Renegades (gruppo musicale)
The Renegades (nelle riviste dell'epoca sono spesso però citati come I Renegades) sono stati un complesso beat inglese proveniente da Birmingham, successivamente stabilitisi in Finlandia e poi in Italia nella seconda metà degli anni sessanta.

## Storia del gruppo
Formatasi a Birmingham nei primi anni sessanta, la band dei Renegades all'inizio suonava rock and roll, influenzata da complessi come The Shadows; intorno al 1963 però subì l'influenza del rhythm and blues e spostò il suono verso atmosfere più dure.
L'anno successivo il quartetto decise di adottare un look originale, vestendo uniformi dell'esercito nordista della guerra di secessione e dopo aver partecipato ad una compilation di complessi beat della città, nell'ottobre del 1964 si trasferì in Finlandia, dove funse da apripista per decine di formazioni beat locali e ottenne un successo pari a quello dei Beatles.
Qui incise diversi 45 giri e quattro LP ed allargò la popolarità in Svezia, Danimarca e Paesi Bassi.
Nel 1966 il complesso si trasferì in Italia e a febbraio partecipò al Festival di San Remo, in coppia con l'Equipe 84 col brano Un giorno tu mi cercherai. In Italia ottenne un notevole successo grazie a brani come Thirteen Women, cover di un classico di Bill Haley, e Cadillac (cover di Brand New Cadillac d
Del quartetto Poi i ricorda anche una curiosa e chiacchieratissima storia d'amore tra il biondo Kim Bre iwn e l'attrice inglese Margaret Lee.
Tuttavia la band ebbe modo di mettere in mostra anche il suo lato più "progressivo" partecipando alla colonna sonora del film L'interrogatorio di Vittorio De Sisti, uscito nel 1970.
Il complesso The Renegades, pur non essendo ufficialmente sciolto, di fatto sparì dalle scene nel 1971; nella seconda metà degli anni '70 Kim Brown e Mick Webley più il chitarrista tedesco Trutz "Viking" Groth ed Ettore Vigo dei Delirium formarono una band specializzata in revival di rock and roll alla quale venne dato il nome Kim & The Cadillacs.
Dopo il successo dei Kim & The Cadillacs, Kim Brown tornò in Finlandia dove si spense nel 2011 per un cancro alla gola. Ian Mallet tornò in Inghilterra, dove morì nel 2007 per un attacco di cuore.
Dei due reduci si sa che Mick Webley vive a San Diego, negli Stati Uniti d'America, mentre di Graham Johnson (rimasto in Italia dove ha lavorato nell'ambiente discografico) è noto che ogni tanto calca le scene con Trutz Groth.

## Formazione
- Michael Richard Kim Brown – chitarra e voce (1964–1971) (nato a Birmingham nel 1945 e morto ad ottobre del 2011)
- Ian Mallet – basso (1964–1971) (nato a Birmingham nel 1945, deceduto nel 2007)
- Denys Gibson – chitarra solista (1964–1966) (nato a Birmingham nel 1945, deceduto nel 2016)
- Graham Johnson – batteria (1964–1971) (nato a Birmingham nel 1946, deceduto nel 2025)

membri successivi:
- Joe Dunnett – chitarra solista (1966 – settembre 1967)
- Mick Webley – chitarra solista (settembre 1967–1971)

## Discografia

### Album in studio
- 1966: Una sera al Piper n° 1 (Ariston Records, Ar 0119)
- 1967: Half and half (Ariston Records, Ar 0162)
- 1970: L'interrogatorio - Colonna Sonora (EMI Italiana, 3C062-17638)
- 1971: Lettere d'amore (EMIDISC, 3C 048-51502)

### Singoli
- 1965: Cadillac/Bad bad baby (Ariston Records, AR 0101)
- 1966: Un giorno tu mi cercherai/Una rosa da Vienna (Ariston Records, AR 0112)
- 1966: Thirteen Women/Don't Run to Me (Ariston Records, AR 0123)
- 1966: Cadillac/Se morisse il sole (Don't run to me) (Ariston Records, AR 0137)
- 1966: That song really knocks me/You're gonna loose her loving (Ariston Records, AR 0163)
- 1967: John Fitzgerald Kennedy/Il più grande amico (Ariston Records, AR 0167)
- 1967: Uomo solo/Take A Message (Parlophon, QMSP 16406)
- 1968: L'amore è blu (L'amour est bleu)/Mighty Quinn (Columbia, SCMQ 7090)
- 1968: Lettere d'amore (Love Letters)/Vino e campagna (Camp) (Columbia, SCMQ 7124)
- 1969: Era settembre un anno fa/Piove dentro di me (Columbia, SCMQ 7151)
- 1970: Lola/Sun Arise (EMI Italiana, 3C006-17721)